# Stuvsta (stacja kolejowa)
Stuvsta – stacja kolejowa w Stuvsta-Snättringe, w gminie Huddinge, w regionie Sztokholm, w Szwecji. Znajduje się na Västra stambanan, 11,5 km od Dworca Centralnego w Sztokholmie, między stacjami Älvsjö i Huddinge. Stacja posiada jeden peron wyspowy z halą biletową na peronie i przejściem podziemnym dla pasażerów. Została gruntownie przebudowana w 1986 roku. Dziennie obsługuje około 3 200 pasażerów. 

## Linie kolejowe
- Västra stambanan